# Люботин (станція)
Люботи́н — дільнична залізнична станція 1-го класу Сумської дирекції Південної залізниці Харківського залізничного вузла Полтавського напрямку між зупинними пунктами Любівка та Водяне. Розташована в однойменному місті Харківського району Харківської області.
На станції розташоване моторвагонне депо «Люботин». 
Від станції розгалужуються лінії у п'ятьох напрямках: на Харків, Полтаву, Суми, Мерефу та Золочів.

## Історія
У 1871 році побудована Харківсько-Миколаївська залізниця, а 1877 року — залізнична лінія до станції Суми. 
29 листопада 1877 року підписано акт «Про приймання до експлуатації споруд паровозних майстерень на станції Люботин», які були споруджені в ході будівництва лінії Мерефа — Ворожба. Саме ця дата вважається заснуванням локомотивного депо «Люботин».
1 січня 1902 року призначено безпересадкове пасажирське сполучення поїздами між Харковом та Києвом.
10 грудня 1905 року залізничники захопили станцію Люботин, призначивши її комендантом слюсаря депо Павла Глуховцева. Влада 10 днів в Люботині перебувала в руках революційних залізничників. Цей період увійшов в історію, як Люботинська республіка. 1955 року, на згадку про цю подію, на вокзалі станції Люботин була встановлена пам'ятна меморіальна дошка.
1912 року на станції Люботин введено в експлуатацію централізоване управління стрілками із застосуванням електрожезлової сигналізації Вебба-Томпсона.
1 січня 1977 року тепловозний парк, який обслуговував пасажирські та приміські поїзди бригадами депо «Люботин», був приписаний до локомотивного депо (нині — ТЧ-4 «Люботин»).
У 2001—2002 роках на станції тривали масштабні роботи з реконструкції, у зв'язку із запуском швидкісного руху між Києвом та Харковом.
28 квітня 2015 року, о 19:03, на станції Люботин відбувся схід швидкісного поїзда «Інтерсіті+». На пульт табло ДСП виникла хибна зайнятість колій непарної горловини. При прийманні по реєстрованому наказу ДСП, переданому по радіозв'язку ТЧМ поїзда № 721 сполученням Харків — Київ Hyundai HRCS2-007 на стрілочному переводі № 31 допущено схід третього вагону від голови поїзду першим візком першою колісною парою та другим візком двома
колісними парами, через переведення стрілки ДСП під даним вагоном.

## Пасажирське сполучення
Станція є кінцевою для багатьох приміських електропоїздів, що прямують від станцій Харків-Пасажирський, Харків-Левада, Харків-Слобідський, Огульці, Мерчик, Мерефа.
На станції Люботин зупиняються майже всі пасажирські поїзди далекого сполучення, переважно до Києва, Львова, Одеси, Ужгорода, Харкова, Перемишля, Холма (Польща) та регіональний поїзд № 805/806 Харків — Конотоп.
З 30 жовтня 2016 року на станції зупинявся нічний швидкий поїзд № 137/138 сполученням Хмельницький — Лисичанськ, з 11 березня 2020 року поїзд отримав іменну назву «Максим Яровець» (наразі тимчасово скасований у 2022 році через російське вторгнення в Україну).
Деякі поїзди сумського напрямку від Харкова до Люботина прямують подвійною тягою: електровоз на ділянці Харків — Люботин спільно з тепловозом, який засилається до станції Люботин.
У 2016 році, з нагоди пам'яті про Чорнобильську катастрофу, у моторвагоному депо «Люботин» був сформований іменний приміський електропоїзд «Чорнобилець», який обслуговував приміські маршрути.

## Галерея

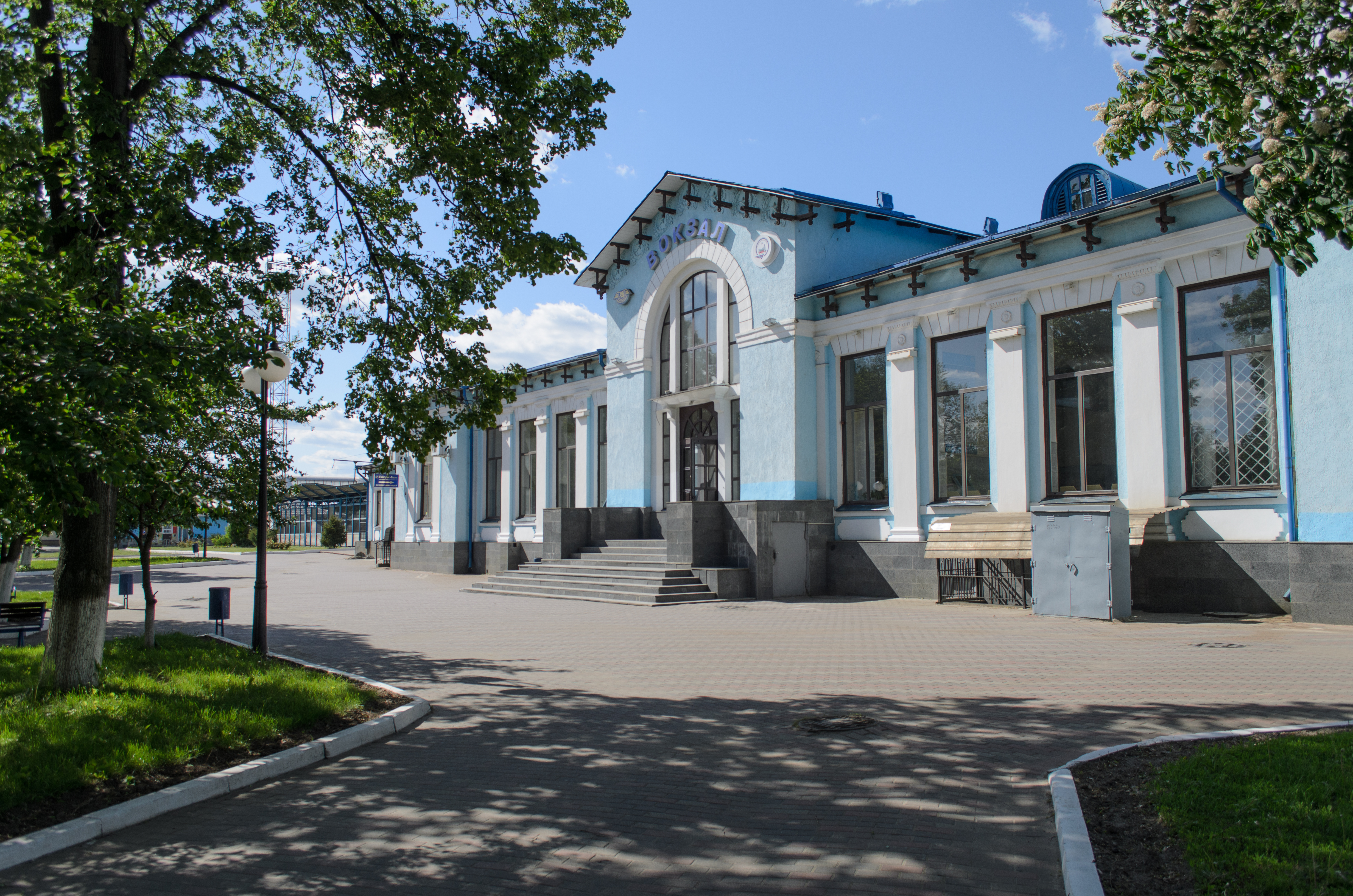
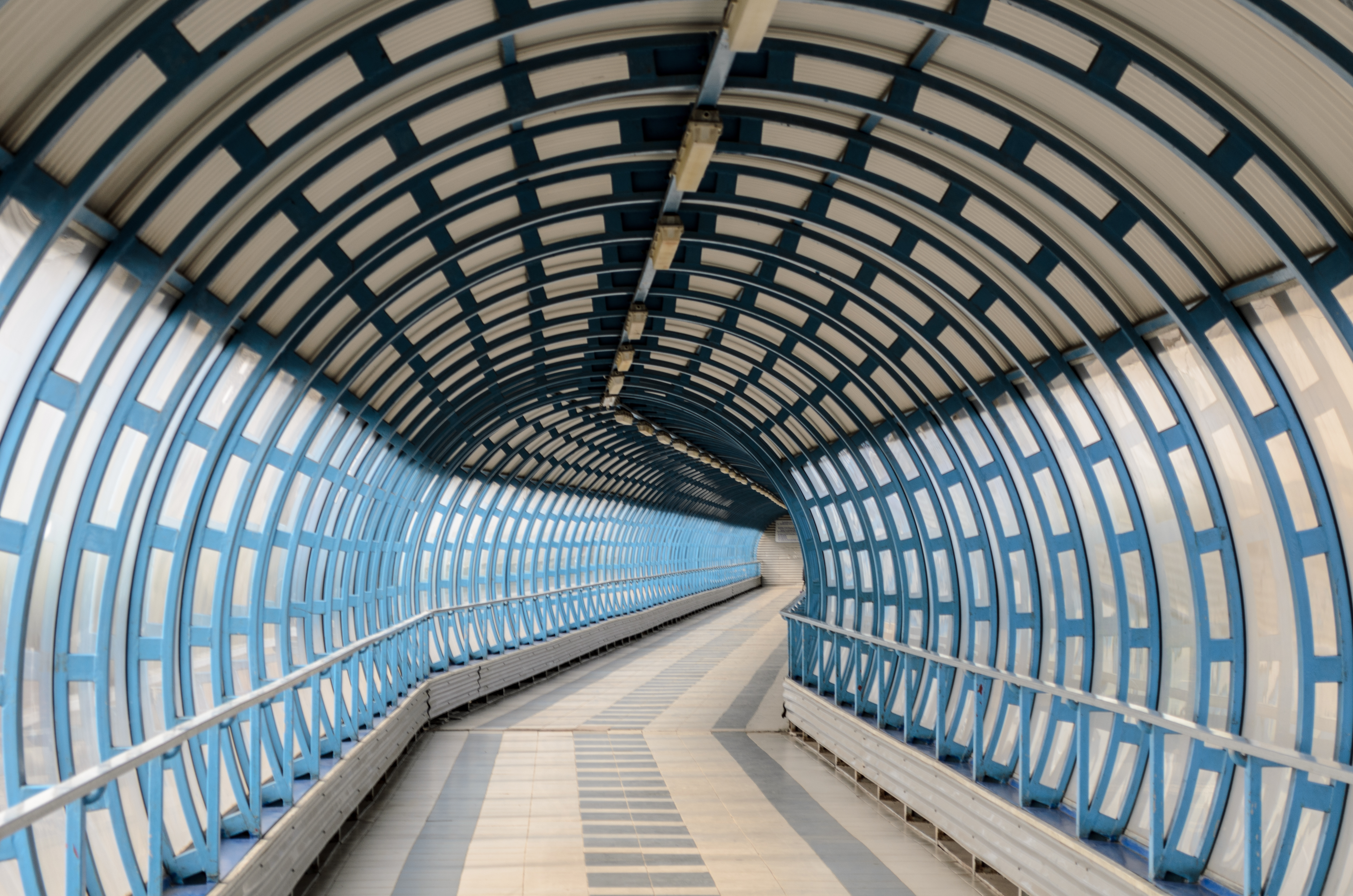
Пішохідний міст через залізничні колії
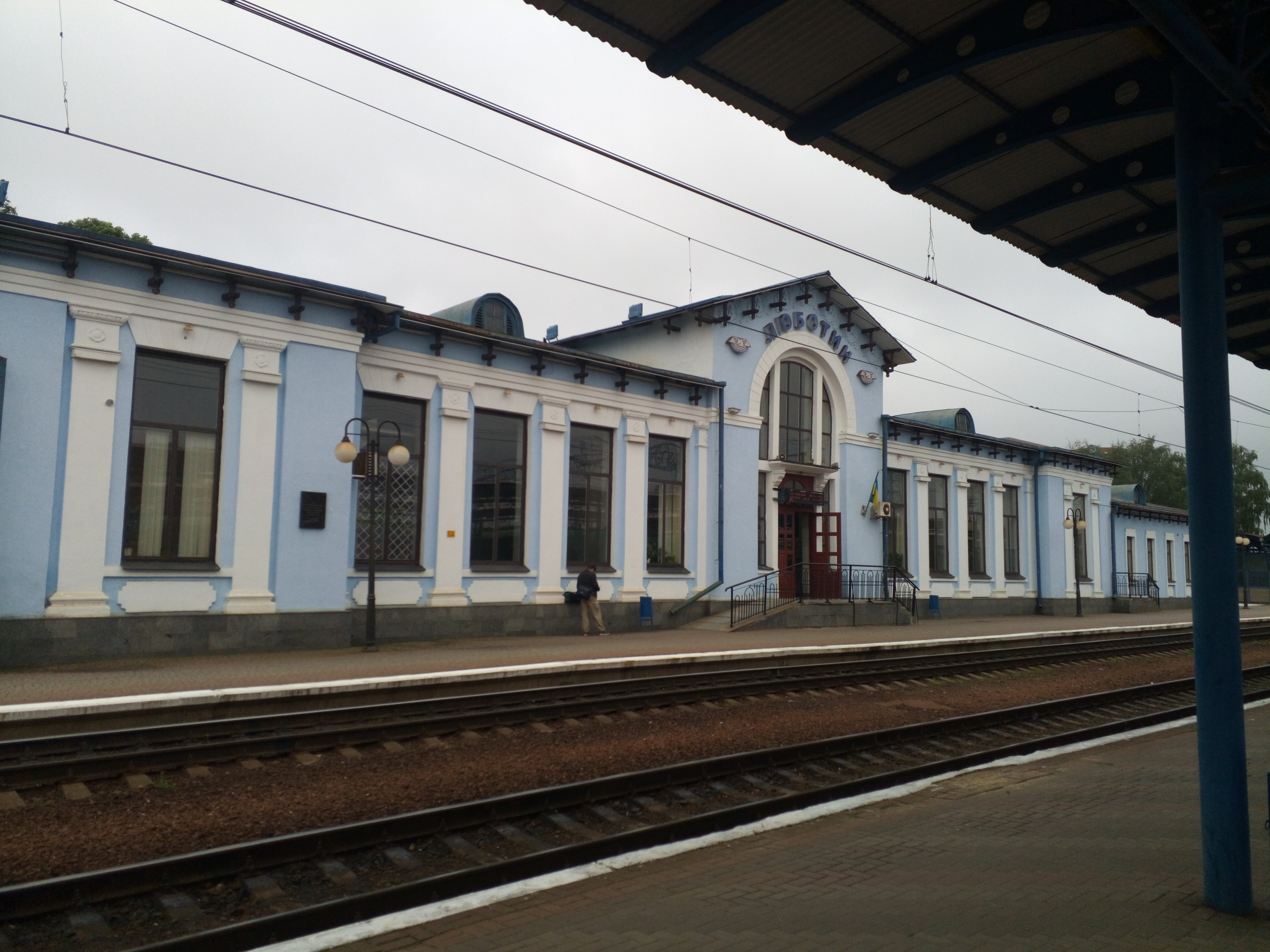